# Troides oblongomaculatus
Troides oblongomaculatus är en fjärilsart som först beskrevs av Johann August Ephraim Goeze 1779.  Troides oblongomaculatus ingår i släktet Troides och familjen riddarfjärilar. Inga underarter finns listade i Catalogue of Life.

## Bildgalleri

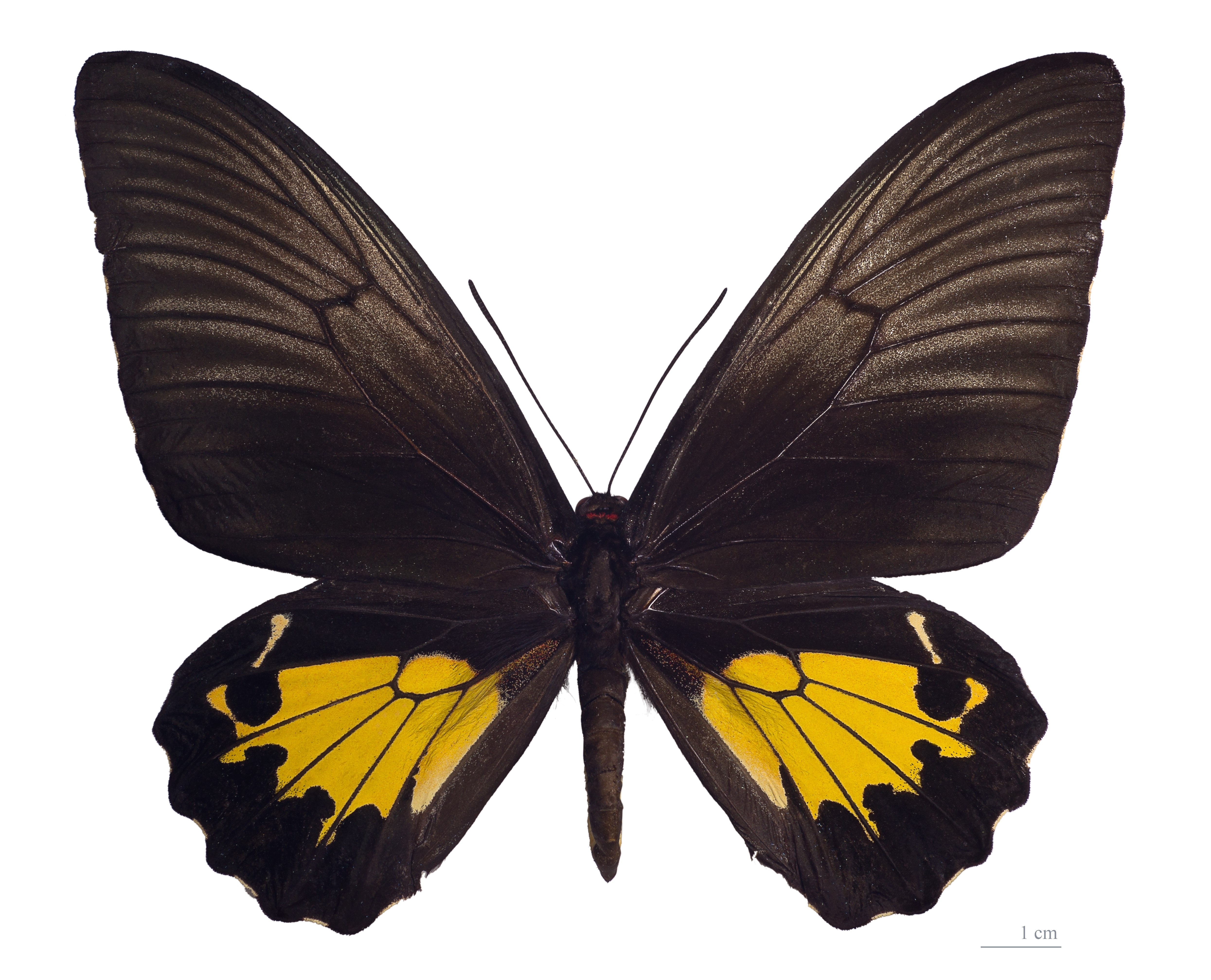
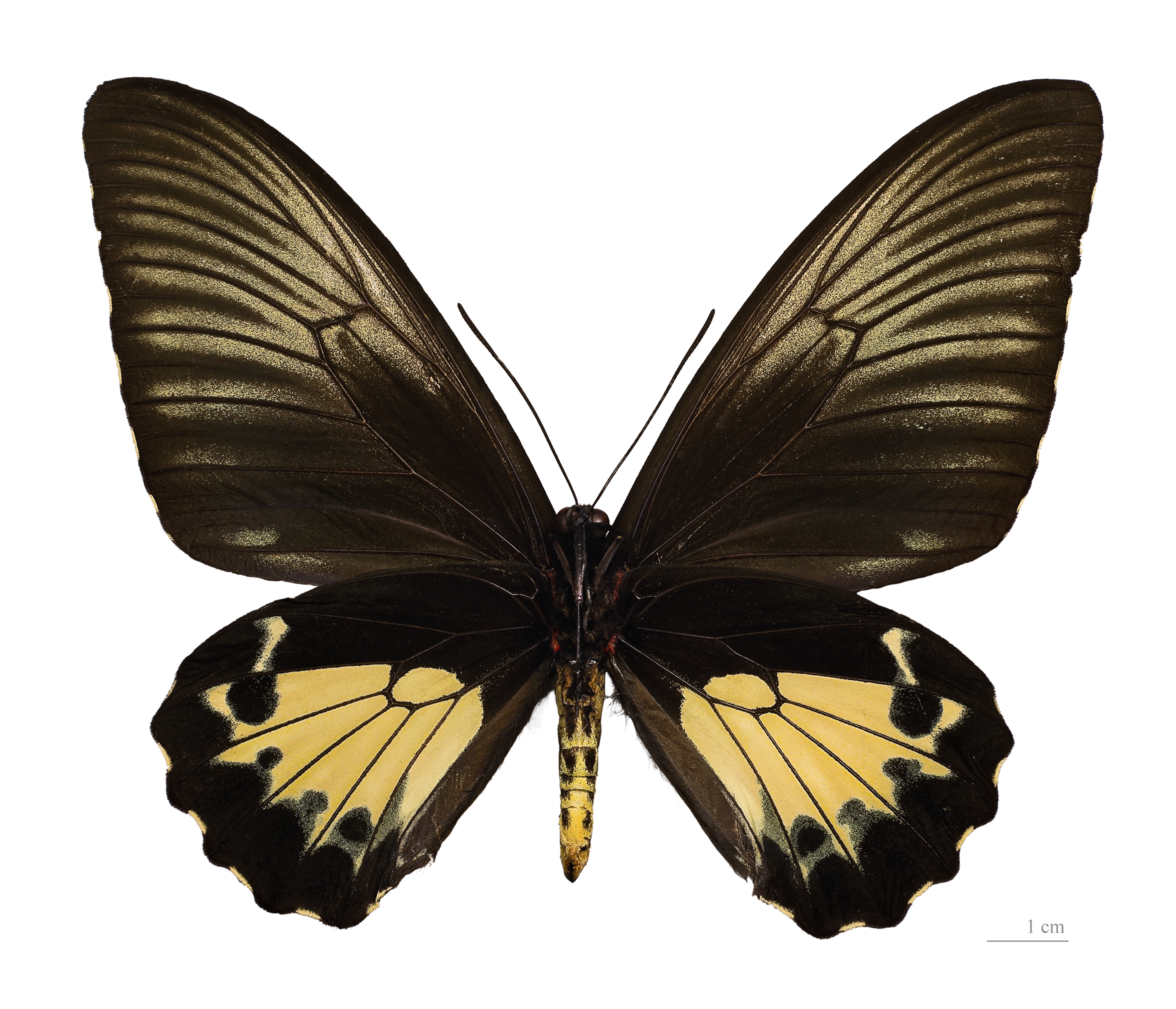
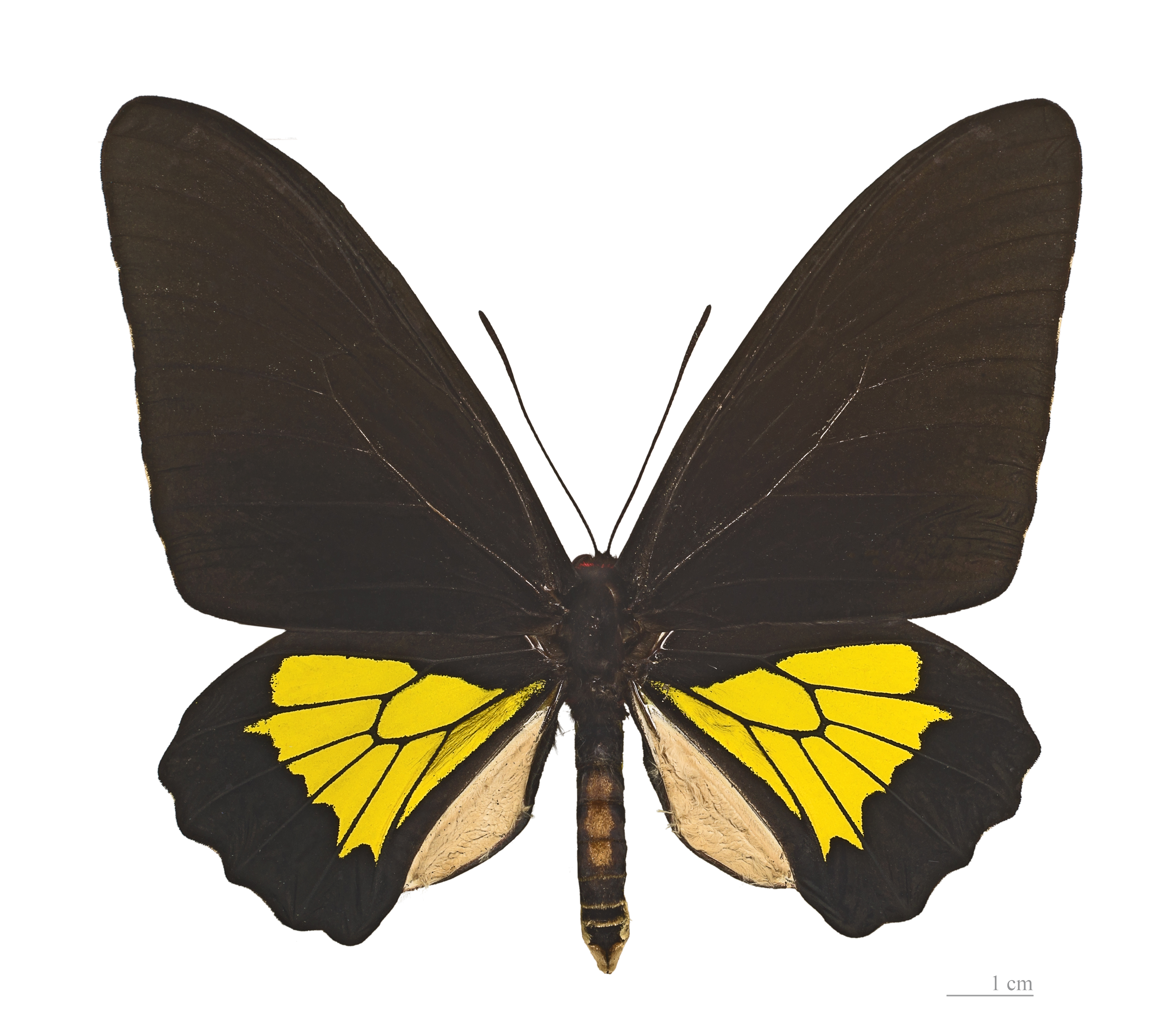
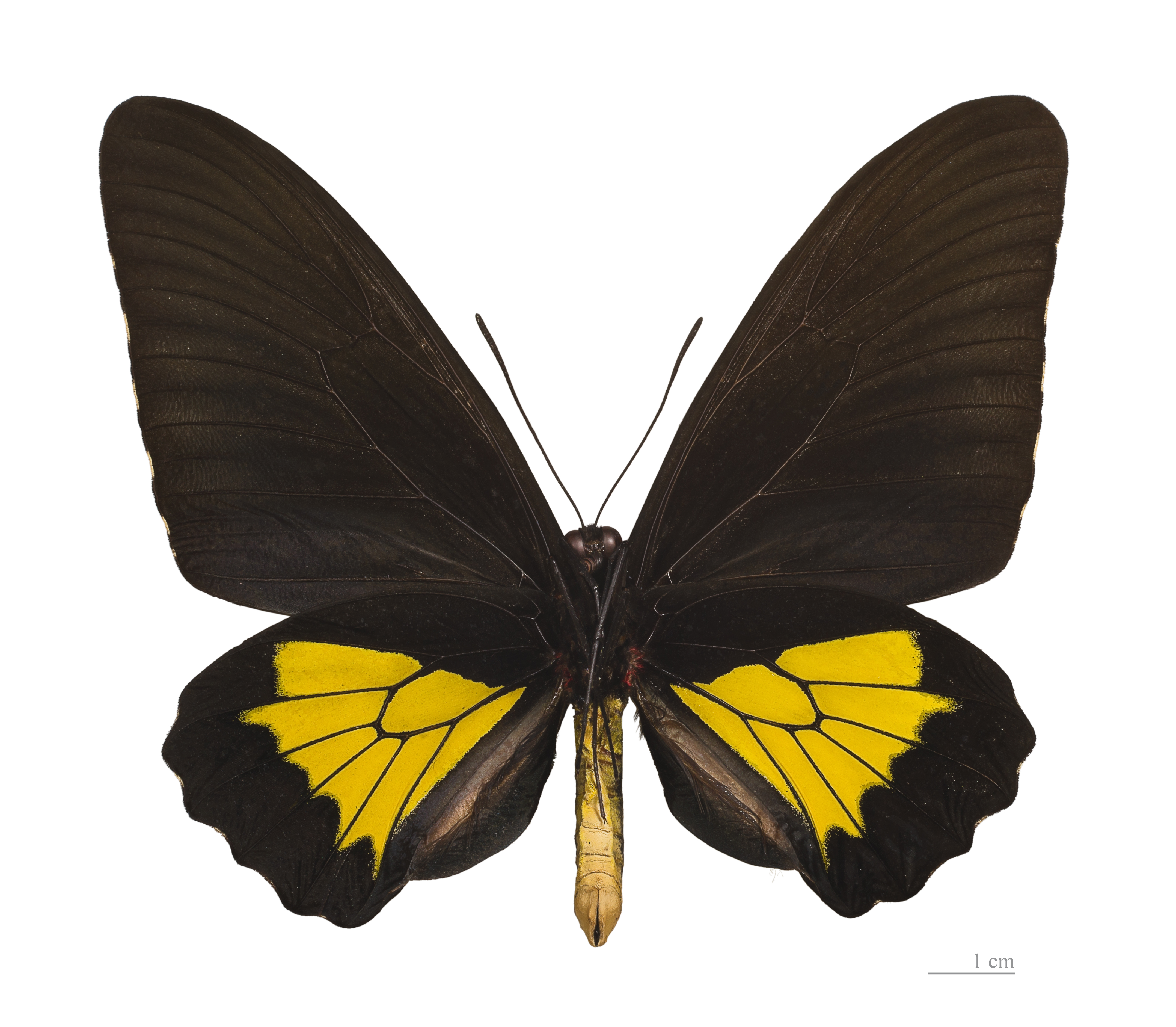